# Riu Brass
El Riu Brass és una de les branques del riu Nun, el qual al seu torn és una branca del riu Níger, al Delta del Níger a Nigèria. Al segle xix el riu era una ruta de comerç important, primer per esclaus i més tard per oli de palma. Al riu hi ha una refineria que porta el nom del riu.

## Nom
El nom "Brass" és europeu, i es diu que es va donar als pobles costaners nembes perquè van comerciar amb cassoles de llautó (brass en anglès) i recipients utilitzats per bullir aigua salada i obtenir sal.
Els "Brass Ijo" eren tots els Ijaw des del Cap Formosa al riu Santa Barbara.
El nom va ser utilitzat concretament per la població anomenada Twon al riu Brass, en la ruta a la capital nembe a l'interior.
El 1884 i 1886 els tractats sobre Brass es referien a l'estat Nembe.
El riu Brass era també anomenat Rio Bento (nom donat pels portuguesos), o riu de Saint John.

## Curs
El riu Brass és una branca, o distributari, del riu Nun, el qual flueix cap a l'oest. El Nun és una continuació del Níger, el qual es divideix en el Nun i el Forçados aproximadament 32 quilòmetres riu avall de Aboh. El Brass surt pel costat de l'est del Nun a Yenagoa i flueix al sud fins a desaiguar al Golf de Guinea. El cabal varia depenent de l'estació i estat de la marea.
| Estació | marea     | Amplada del estuary (m) | velocitat de baixada (m/s) | Total descarrega (m³/s) |
| ------- | --------- | ----------------------- | -------------------------- | ----------------------- |
| Sec     | Reflux    | 2,450.25                | 0.38                       | 2,314.43                |
| Sec     | Inundació | 2,329.46                | 0.32                       | 9,797.25                |
| Humit   | Reflux    | 2,441.90                | 0.95                       | 20,637.63               |
| Humit   | Inundació | 2,411.99                | 0.32                       | 9,669.77                |

Una guia de navegació de 1983 diu del riu:
La boca del riu està protegida per un barra de sorra, la qual el 1893 no podria ser travessada per vaixells amb més de 16 peus (4.9 m) d'eslora. La cala d'Akassa, 2.4 km cap dins de la boca del riu, va proporcionar una ruta del riu Brass al riu Nun per vaixells de 7 peus (2.1 m) d'eslora. Fou sovint utilitzat per vapors mercants al Níger, ja que l'entrada del Brass era més fàcil que la del Nun. Moltes fàbriques es troben a la riba de l'est del Brass just a l'entrada, dominant l'ampli comerç d'oli de palma i vori.
En aquell temps Akedo, aproximadament 42 km damunt del Cap Nun, era el lloc de mercat pels comerciants del riu Brass.
La ciutat de Twon-Brass es troba prop de la boca del riu Brass. Era un port d'esclaus a principis del segle xix, i més tard un punt d'emmagatzematge per oli de palma i kernels. El 2005 l'empresa Nigerian Agip Oil Company (NAOC) produïa oli en 146 pous, i operava una terminal d'exportació al riu Brass. El petroli de la zona és mig dolç i lleuger. 

## Exploració europea primerenca
En els segles xvii i XVIII els portuguesos controlaven el Brass, el qual va ser tancat a comerciants britànics i era un punt per embarcar esclaus cap a Amèrica.
La ciutat de Brass era inaccessible, i només s'hi podia arribar per la cala.
Després de 1807 els britànics van començar a suprimir el comerç d'esclaus.
Don Pablo Frexas, en aliança amb els caps de Brass (Twon) i Bonny, era l'organitzador principal del comerç esclau del riu,
James Holman va visitar la costa de Guinea durant el seu viatge de 1827−32 al voltant del món.
Holman va observar que tots els rius entre el riu Bonny i el Cap Formosa comunicava amb els altres per l'interior, i tot era navegable per canoes.

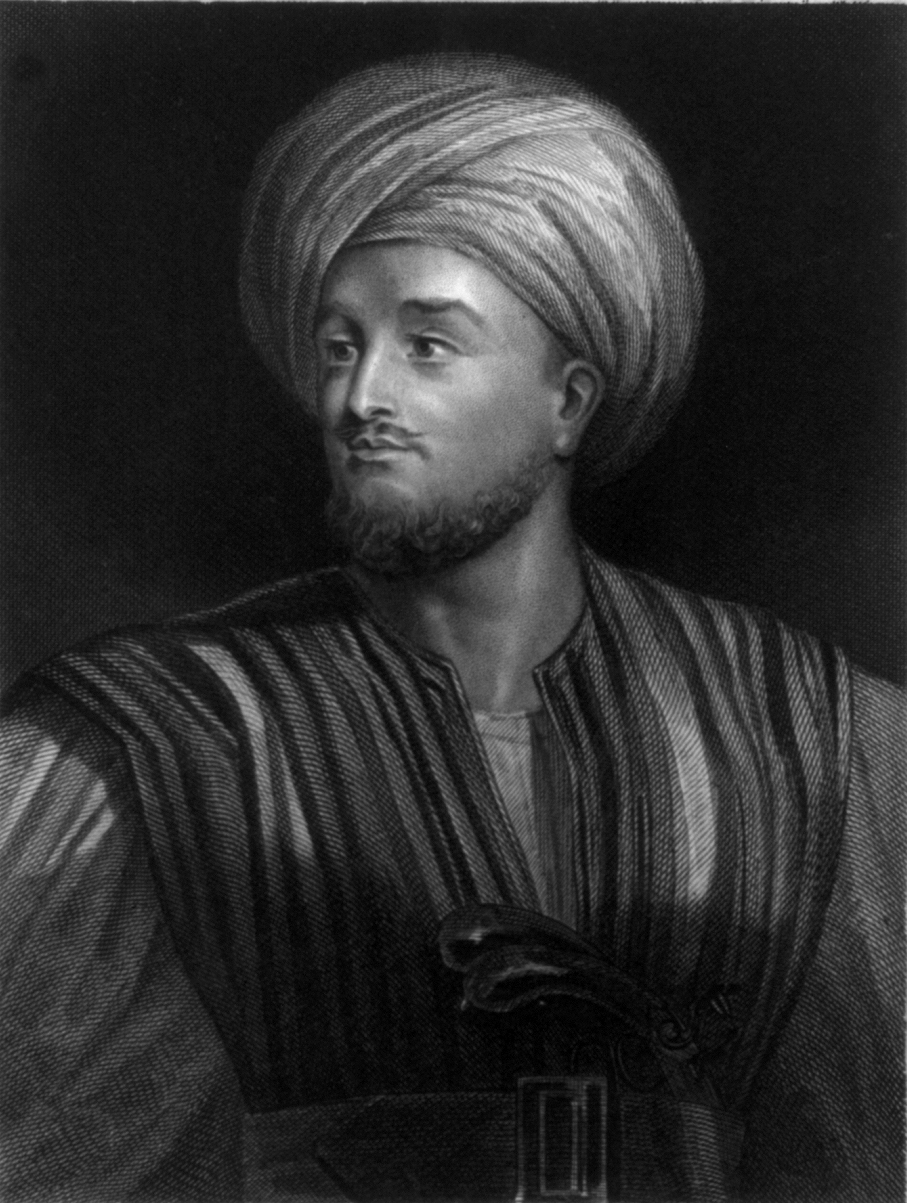
Richard Lemon Lander va determinar el 1830 que el Brass era una de les branques del Níger

El juny de 1830 el exploradorr Richard Lemon Lander i el seu germà John van arribar a Bussa al Níger, el lloc on Mungo Park havia mort. Després d'explorar la regió, van començar a baixar el Níger el 20 de setembre de 1830, i va arribar a la ciutat de Twon o Brass el 14 de novembre de 1830.
Brass estava aleshores construïda en una cala gran, la qual connectava amb les branques principals dels rius Nun i Brass per nombrosos rierols i rius menors.
El 1838 el vaixell H.M.S. Viper va ascendir el riu Brass per aproximadament 97 km.
Van informar que tenia una amplada de 400 iardes (370 m) i 9 a 10 fathoms (54 a 60 peus; 16 a 18 m) de profunditat.
Els bancs estaven franjats amb manglars impenetrables.
En el viatge de retorn van ser assistits per una corrent de 7 nusos (13 km/h; 8.1 mph) al llarg de la riba occidental.

## Comerç esclau
Un informa de 1842 a la Cambra dels Comuns va dir que "els esclaus podien ser agafats als rius Bonny i Brass, i de fet eren agafats allà; el Brass no estava sota autoritat del rei Peppel, i els tractats separats han de ser fets amb els reis ... El comerç esclau cap amunt del Brass era fet per agents de Brasil i de la Habana. El rei Peppel rarament complia els seus compromisos, i podria estar involucrat en el comerç esclau al riu Brass. No hi va haver cap vaixell esclau a Bonny des del tractat amb el rei Peppel, i el comerç a la cala del Brass es va reduir molt." 
El 17 de novembre de 1856 Thomas Joseph Hutchinson, cònsol britànic pel Golf de Biafra i l'Illa de Fernando Po, va concloure un tractat amb els reis dels territoris adjacents al riu Brass. Van acordar parar el comerç esclau, i acordar els costos dels pilots, deures i altres termes de comerç. 
Hutchinson va informar d'una visita a Brass el 9 de juliol de 1857,

## Comerç posterior

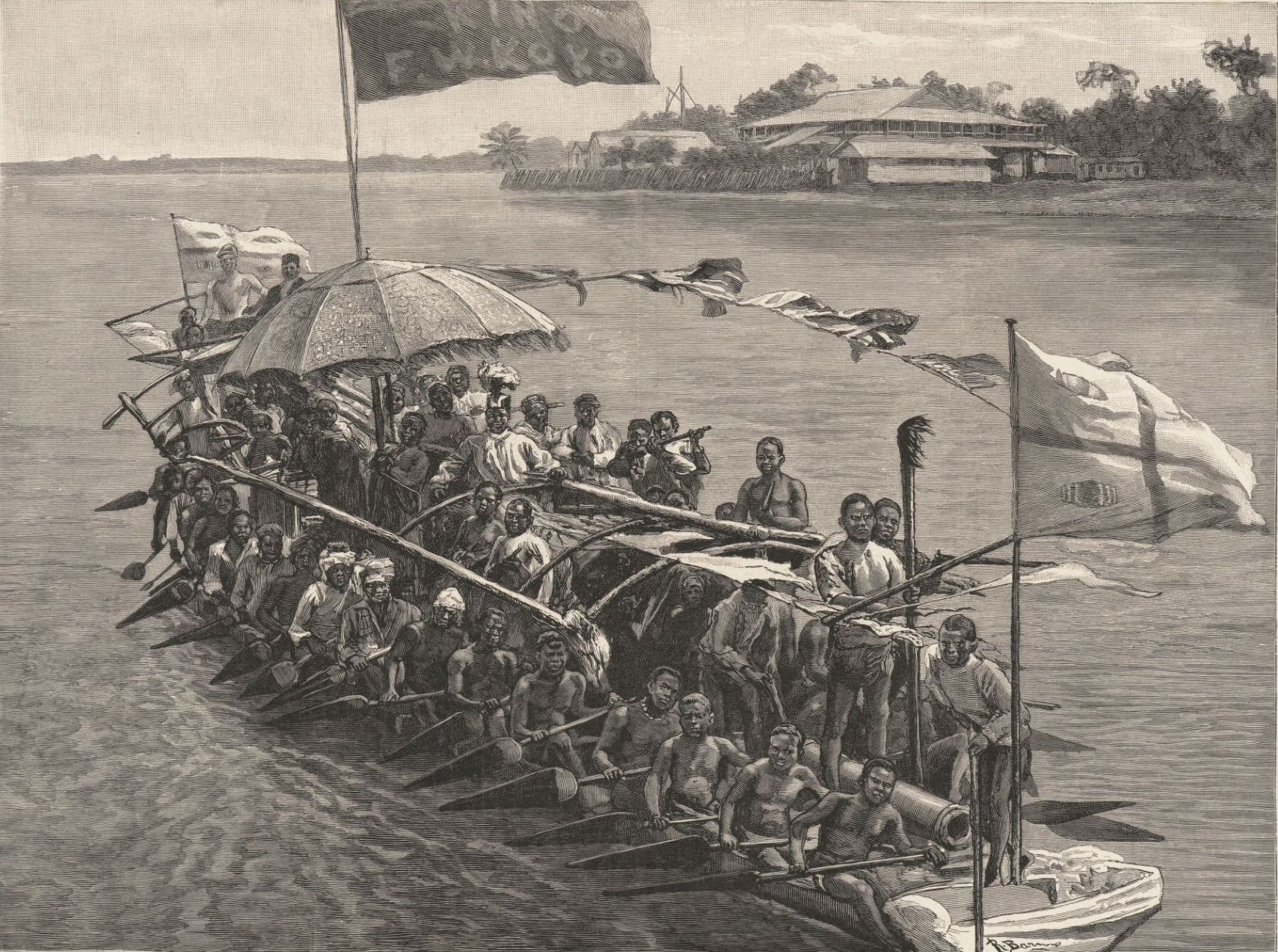
El rei Koko en la seva canoa de guerra en la baixada del riu, amb els homes de Brass de la Costa de Guinea (1895)

El 1847 la societat de Stuart i Douglas va comprar una barca de 282 tones, l'Adriana, i la va enviar al riu Brass. El seu agent va oferir als caps locals una participació dels beneficis d'oli de palma que comerciés sota condició de parar de comerciar en esclaus. Això era l'inici d'un nou i lucratiu comerç.
El destacat periodista nigerià i nacionalista John Payne Jackson al principi va voler ser un comerciant.
Després de viatjar per tot Àfrica de l'oest, a finals dels anys 1860 va trobar feina amb el principal mercader de Lagos J. S. Leigh.
Va ser enviat al riu Brass en els anys 1870 per dirigir la factoria de Leigh a la zona.
Jackson va començar a comerciar amb productes de palma pel seu compte propi, però va ser expulsat del negoci pels competidors europeus, una experiència que pot haver afectat el seu punt de vista cap als europeus.
S. A. Crowther, Bisbe del Territori del Níger, va informar el 1885 que els nadius convertits a Nembe, riu Brass, havien contribuït a construir una església de ferro. Va ser oberta el 9 d'octubre de 1884 en presència de la congregació de 1.202 persones. La congregació de St. Barnabas A Twon, al riu Brass, havia començat per aixecar contribucions per una església de ferro similar.
En un moment la ciutat de Twon-Brass era el port principal del Regne de Nembe, anomenat per un historiador "la Venècia del Delta de Níger", i era dominant en el comerç d'oli del palma de la regió. Quan la Companyia Reial del Níger esdevingué una rival cada cop més forta en el comerç, l'economia de la ciutat fou severament damnada. El gener de 1895 el rei nembe William Koko va dirigir un atac de més de mil guerrers contra la seu de la companyia a Akassa, el qual va provocar una operació de càstig que va destruir la capital interior del regne de Nembe. Els britànics ja tenien un consolat a Twon-Brass, des d'on, després de la caiguda de Koko, van administrar l'àrea.